# Robert Navarro
Robert Navarro Muñoz (Barcellona, 12 aprile 2002) è un calciatore spagnolo, centrocampista o ala dell'Athletic Bilbao.

## Caratteristiche tecniche
Xabi Alonso, suo allenatore alla Real Sociedad B, lo ha definito un giocatore equilibrato e dal grande potenziale.

## Carriera

### Club
Cresciuto nei settori giovanili di Osasuna e Barcellona, il 2 luglio 2018 viene acquistato dal Monaco che lo aggrega alla propria squadra riserve; debutta fra i professionisti il 6 gennaio 2019 in occasione dell'incontro di Coppa di Francia vinto 1-0 contro il Canet Roussillon, diventando, a 16 anni e 270 giorni, il più giovane esordiente nella storia del club monegasco.
Il 2 settembre 2019 viene ceduto a titolo definitivo dalla Real Sociedad.
Nel 2021 viene aggregato stabilmente alla prima squadra dei baschi.

### Nazionale
Ha giocato nelle nazionali giovanili spagnole Under-16, Under-17, Under-18 ed Under-21.

## Statistiche

### Presenze e reti nei club
Statistiche aggiornate al 24 ottobre 2021.
| Stagione        | Squadra         | Campionato      | Campionato | Campionato | Coppe nazionali | Coppe nazionali | Coppe nazionali | Coppe continentali | Coppe continentali | Coppe continentali | Altre coppe | Altre coppe | Altre coppe | Totale | Totale |
| Stagione        | Squadra         | Comp            | Pres       | Reti       | Comp            | Pres            | Reti            | Comp               | Pres               | Reti               | Comp        | Pres        | Reti        | Pres   | Reti   |
| --------------- | --------------- | --------------- | ---------- | ---------- | --------------- | --------------- | --------------- | ------------------ | ------------------ | ------------------ | ----------- | ----------- | ----------- | ------ | ------ |
| 2018-2019       | Monaco 2        | N2              | 11         | 0          |                 | -               | -               |                    | -                  | -                  |             | -           | -           | 11     | 0      |
| 2018-2019       | Monaco          | L1              | 0          | 0          | CF+CdL          | 1+0             | 0               |                    | -                  | -                  |             | -           | -           | 1      | 0      |
| 2019-2020       | Real Sociedad B | SDB             | 16         | 2          |                 | -               | -               |                    | -                  | -                  |             | -           | -           | 16     | 2      |
| 2020-2021       | Real Sociedad B | SDB             | 26         | 11         |                 | -               | -               |                    | -                  | -                  |             | -           | -           | 26     | 11     |
| 2020-2021       | Real Sociedad   | PD              | 1          | 0          | CR              | 0               | 0               | UEL                | 0                  | 0                  |             | -           | -           | 1      | 0      |
| 2021-2022       | Real Sociedad   | PD              | 5          | 0          | CR              | 0               | 0               | UEL                | 0                  | 0                  |             | -           | -           | 5      | 0      |
| Totale carriera | Totale carriera | Totale carriera | 59         | 13         |                 | 1               | 0               |                    | 0                  | 0                  |             | -           | -           | 60     | 13     |